# A la deriva (película de 1956)
A la deriva (流れる Nagareru?) es una película dramática japonesa de 1956 escrita y dirigida por Mikio Naruse. Está basada en la novela Nagareru de Aya Kōda.

## Sinopsis
La viuda Rika comienza a trabajar como sirvienta en la okiya (albergue para geishas) de la geisha Otsuta, que vive con su hija Katsuyo, su hermana menor Yoneko y el hijo de Yoneko, y la geisha Nanako. De las siete geishas que trabajaron para Otsuta, sólo quedan Nanako y Someka; una tercera chica, Namie, acaba de huir, convencida de que le han estafado y le han quitado su parte. La hermana mayor de Otsuta, Otoyo, intenta presionarla para que encuentre un marido con seguridad económica que le permita pagar los préstamos de la casa que las dos hipotecaron juntas.
Ohama, una antigua geisha hermana de Otsuta, intenta ayudar estableciendo contacto entre ella y el empleador de su sobrino, Hanayama, un ex patrón de Otsuta. La situación se complica cuando el tío de Namie aparece exigiendo el dinero que cree que le corresponde a su sobrina. Otsuta intenta compensarlo con 50 000 yenes, la mitad de la donación única de Hanayama, pero él se niega a aceptar esa cantidad y acude a la policía, lo que da lugar al interrogatorio de Otsuta y Katsuyo. Finalmente, Ohama paga la hipoteca de la casa de Otsuta, pero solo para mudarse y abrir su propio restaurante. Le ofrece a Rika un empleo en su futuro negocio, pero Rika lo rechaza. En la escena final, Rika, a quien se le ordena no contarle a nadie los planes de Ohama, observa a Otsuta, que no lo sabe, dando lecciones de música a las aprendices.

## Reparto
- Kinuyo Tanaka como Rika, llamada Oharu
- Isuzu Yamada como Otsuta
- Hideko Takamine como Katsuyo, la hija de Otsuta
- Mariko Okada como Nanako
- Haruko Sugimura como Someka
- Sumiko Kurishima como Ohama
- Chieko Nakakita como Yoneko, la hermana pequeña de Otsuta
- Natsuko Kahara as Otoyo, la hermana mayor de Otsuta
- Seiji Miyaguchi como el tío de Namie
- Daisuke Katō como el exmarido de Yoneko
- Chiyo Izumi como Namie
- Nobuo Nakamura como el doctor
- Noboru Nakaya como Saeki, el sobrino de Ohama

## El libro y la película
La novela de Aya Kōda, publicada un año antes del estreno de la película, describe los acontecimientos principalmente desde la perspectiva de Rika/Oharu, una mujer culta, en lugar del personaje más bien simple interpretado por Kinuyo Tanaka en la película. Además, la película amplió el papel de Katsuyo, presentando así dos puntos de vista externos sobre el entorno de las geishas. Además, el final difiere en el libro y la película: en el libro, Rika acepta la oferta de administrar la antigua casa de Otsatu una vez que las mujeres hayan sido expulsadas.
Para su libro, Kōda utilizó sus propias experiencias mientras trabajaba como empleada doméstica en una casa de geishas en el distrito Yanagibashi de Tokio a principios de la década de 1950.

## Estreno y recepción
La película se estrenó en Japón el 20 de noviembre de 1956. Una versión con subtítulos en inglés se lanzó en Estados Unidos el 13 de mayo de 1978.
Isuzu Yamada recibió el premio Blue Ribbon de 1956 a la mejor actriz y el Mainichi Film Concours de 1956 a la mejor actriz (por A la deriva, Un gato, Shozo y dos mujeres y Boshizō) y el Premio Kinema Junpo de 1956 a la mejor actriz (por A la deriva y por Un gato, Shozo y dos mujeres).
A la deriva se proyectó en el Museo de Arte Moderno de Nueva York en 1985 y en el Harvard Film Archive en 2005 como parte de sus retrospectivas sobre Mikio Naruse.